# Chitulia
Chitulia — рід отруйних змій родини Аспідові. Має 11 видів. Раніше його представників зараховували до роду Ластохвіст. Лише з 2005 року відокремлено у самостійний рід.

## Опис
Загальна довжина представників цього роду коливається від 90 см до 1,3 м. Голова сплощена. Тулуб циліндричний, задня половина якого сплощена, а передня — тонка. Луска кілевата. Хвіст сильно плаский. Забарвлення сіре, оливкове, коричнювате. Черево зазвичай жовте або біле. На основному фоні присутні численні смуги, в першу чергу на голові та хвості.

## Спосіб життя
Усе життя проводять у морі. Зустрічаються біля узбережжя. Активні вночі. Харчуються рибою.
Отрута цих змій дуже потужна й вкрай небезпечна для людини.
Це яйцеживородні змії.

## Розповсюдження
Мешкають у північній частині Індійського океану та західній Тихого океану.

## Види
- Chitulia belcheri
- Chitulia bituberculata
- Chitulia inornata
- Chitulia laboutei
- Chitulia lamberti
- Chitulia lapemoides
- Chitulia mamillaris
- Chitulia ornata
- Chitulia sibauensis
- Chitulia stricticollis
- Chitulia torquata